# Vatutine
Vatutine (în ucraineană Ватутіне) este oraș regional în regiunea Cerkasî, Ucraina. 

## Demografie
Componența lingvistică a orașului Vatutine
     Ucraineană (91,69%)
     Rusă (7,96%)
     Alte limbi (0,18%)
Conform recensământului din 2001, majoritatea populației orașului Vatutine era vorbitoare de ucraineană (91,69%), existând în minoritate și vorbitori de rusă (7,96%).